# Иодид платины(II,III)
Иодид платины(II,III) — неорганическое соединение, 
соль металла платины и иодистоводородной кислоты
с формулой Pt3I8,
кристаллы,
не растворяется в воде.

## Получение
- Длительное нагревание платиновой черни и иода в присутствии иодистоводородной кислоты в запаянной ампуле:

{\displaystyle {\mathsf {3Pt+4I_{2}\ {\xrightarrow {160^{o}C,HF}}\ Pt_{3}I_{8}}}}

## Физические свойства
Иодид платины(II,III) образует кристаллы
тетрагональной сингонии,

параметры ячейки a = 1,1664 нм, c = 1,0682 нм, Z = 8
.
Не растворяется в воде.

## Химические свойства
- Разлагается при нагревании:

{\displaystyle {\mathsf {Pt_{3}I_{8}\ {\xrightarrow {350-370^{o}C}}\ 3PtI_{2}+I_{2}}}}